# Отрадный (Кошехабльский район)
Отрадный(адыг. Отраднр) — хутор в Кошехабльском муниципальном районе Республики Адыгея России. Входит в Дмитриевское сельское поселение.

## Население
| 2002 | 2010 | 2013 | 2014 | 2015 | 2016 | 2017 |
| ---- | ---- | ---- | ---- | ---- | ---- | ---- |
| 309  | ↘183 | ↘178 | ↗179 | →179 | →179 | ↘174 |
| 2018 | 2019 | 2020 | 2021 | 2023 | 2024 |      |
| ↘170 | ↘167 | ↗170 | ↗184 | ↗185 | ↗195 |      |

Жители преимущественно русские (47 %) и татары (44 %) (2002).

По данным Всероссийской переписи населения 2021 года:
| Народ   | Численность, чел. | Доля от всего населения, % |
| ------- | ----------------- | -------------------------- |
| русские | 104               | 56,52 %                    |
| татары  | 56                | 30,43 %                    |
| адыги   | 18                | 9,79 %                     |
| другие  | 6                 | 3,26 %                     |
| всего   | 184               | 100,0 %                    |

## Улицы
- Интернациональная
- Интернациональный переулок
- Кирпичная
- Островского
- Свободная